# Agrocybe ochracea
Agrocybe ochracea är en svampart som tillhör divisionen basidiesvampar, och som beskrevs av Marijke M. Nauta. Agrocybe ochracea ingår i släktet marktofsskivlingar, och familjen Strophariaceae. Arten har ej påträffats i Sverige.